# Litoria darlingtoni
Espèce
Synonymes
- Hyla darlingtoni Loveridge, 1945
- Nyctimystes flavomaculata Forcart, 1953

Statut de conservation UICN

 LC  : Préoccupation mineure
Litoria darlingtoni est une espèce d'amphibiens de la famille des Pelodryadidae.

## Répartition
Cette espèce est endémique de Papouasie-Nouvelle-Guinée. Elle se rencontre entre 1 200 et 2 000 m d'altitude dans les Monts Bismarck.

## Description
La femelle holotype mesure 50 mm.

## Étymologie
Cette espèce est nommée en l'honneur de Philip Jackson Darlington Jr. (1904–1983).

## Publication originale
- Loveridge, 1945 : New tree-frogs of the genera Hyla and Nyctimystes from New Guinea. Proceedings of the Biological Society of Washington, vol. 58, p. 53–58 (texte intégral).